# Comunità del Belgio

Comunità del Belgio

Le comunità linguistiche del Belgio costituiscono una suddivisione territoriale di primo livello del Paese parallela alle regioni del Belgio e ammontano a tre: 
- la comunità fiamminga (in olandese: Vlaamse Gemeenschap), con sede a Bruxelles, competente sulle Fiandre e sui cittadini di lingua fiamminga residenti nella Regione di Bruxelles-Capitale.
- la comunità francese (in francese: Communauté française de Belgique, anche Communauté française Wallonie-Bruxelles), con sede a Bruxelles, competente sulla popolazione francofona della Vallonia e sulla Regione di Bruxelles-Capitale.
- la comunità germanofona, con sede a Eupen, competente sulla popolazione germanofona residente in 9 comuni della Vallonia Orientale

Ogni Comunità possiede un consiglio, un organo legislativo ed un governo esecutivo. 
I consigli e i governi comunitari esercitano collegialmente il potere di emanare decreti, che hanno valore di legge.
All'interno del sistema federale belga, le competenze di tipo economico-territoriale sono devolute agli organi politici delle regioni mentre quelle di tipo educativo-culturale (cultura, uso della lingua, istruzione, cooperazione inter-comunitaria e internazionale) sono gestite dalle Comunità linguistiche. 
Le Comunità, come le Regioni, hanno una personalità giuridica distinta da quella dello Stato, che permette loro di firmare trattati internazionali nei settori di loro competenza. 
Nel caso delle Fiandre, le competenze della regione fiamminga sono state integralmente assorbite dalle istituzioni della Comunità fiamminga, con sede a Bruxelles anche se quest'ultima non fa parte del suo territorio.
Per l'esercizio delle materie comunitarie nella Regione di Bruxelles-Capitale, sono stati istituiti due commissioni comunitarie (competenti rispettivamente per francofoni e neerlandofoni) e una commissione congiunta.

## Lista
| Mappa | Bandiera | Comunità                                                                           | Capitale  | Popolazione | Superficie |
| ----- | -------- | ---------------------------------------------------------------------------------- | --------- | ----------- | ---------- |
|       |          | Comunità fiamminga Vlaamse Gemeenschap                                             | Bruxelles |             |            |
|       |          | Comunità francofona Communauté française de Belgique Communauté Wallonie-Bruxelles | Bruxelles |             |            |
|       |          | Comunità germanofona Deutschsprachige Gemeinschaft                                 | Eupen     |             |            |